# Кромпахи
Кромпахи (словац. Krompachy) — місто в окрузі Спішска Нова Вес Кошицького краю Словаччини. Площа міста 22,89 км². Станом на 31 грудня 2015 року в Кромпахах проживало 8848 жителів.

## Географія
Протікає Словинський потік.

## Історія
Перші згадки про місто датуються 1246 роком.

## Населення
| Рік:            | 1994. | 2004.   | 2014.   | 2024.   |
| --------------- | ----- | ------- | ------- | ------- |
| Кількість осіб: | 8442  | 8870    | 8889    | 8587    |
| Різниця:        |       | +5,06 % | +0,21 % | -3,39 % |

| Рік:            | 2023. | 2024.   |
| --------------- | ----- | ------- |
| Кількість осіб: | 8584  | 8587    |
| Різниця:        |       | +0,03 % |